# Seznam názvů orgánů Evropské unie v jejích úředních jazycích
Toto je seznam názvů orgánů Evropské unie v jejích úředních jazycích.
| Jazyk         | Evropský parlament                          | Rada Evropské unie                                               | Evropská komise                          |
| ------------- | ------------------------------------------- | ---------------------------------------------------------------- | ---------------------------------------- |
| Angličtina    | European Parliament                         | Council of the European Union                                    | European Commission                      |
| Bulharština   | Европейски парламент (Evropejski parlament) | Съвет на Европейския съюз (Săvet na Evropejskija săjuz)          | Европейска комисия (Evropejska komisija) |
| Čeština       | Evropský parlament                          | Rada Evropské unie                                               | Evropská komise                          |
| Dánština      | Europa-Parlamentet                          | Rådet for Den Europæiske Union                                   | Europa-kommissionen                      |
| Estonština    | Euroopa Parlament                           | Euroopa Liidu Nõukogu                                            | Euroopa Komisjon                         |
| Finština      | Euroopan parlamentti                        | Euroopan unionin neuvosto                                        | Euroopan komissio                        |
| Francouzština | Parlement européen                          | Conseil de l'Union européenne                                    | Commission européenne                    |
| Chorvatština  | Europski parlament                          | Vijeće Europske unije                                            | Europska komisija                        |
| Irština       | Parlaimint na hEorpa                        | Comhairle an Aontais Eorpaigh                                    | An Comisiún Eorpach                      |
| Italština     | Parlamento europeo                          | Consiglio dell'Unione europea                                    | Commissione europea                      |
| Litevština    | Europos Parlamentas                         | Europos Sajungas Taryba                                          | Europos Komisija                         |
| Lotyština     | Eiropas Parlaments                          | Eiropas Savienības Padome                                        | Eiropas komisija                         |
| Maďarština    | Európai Parlament                           | Európai Unió Tanácsa                                             | Európai Bizottság                        |
| Maltština     | Il-Parlament Ewropew                        | Il-Kunsill ta' l-Unjoni Ewropea                                  | Il-Kummissjoni Ewropea                   |
| Němčina       | Europäisches Parlament                      | Rat der Europäischen Union                                       | Europäische Kommission                   |
| Nizozemština  | Europees Parlement                          | Raad van de Europese Unie                                        | Europese Commissie                       |
| Polština      | Parlament Europejski                        | Rada Unii Europejskiej                                           | Komisja Europejska                       |
| Portugalština | Parlamento Europeu                          | Conselho da União Europeia                                       | Comissão Europeia                        |
| Rumunština    | Parlamentul European                        | Consiliul Uniunii Europene                                       | Comisia Europeană                        |
| Řečtina       | Ευρωπαϊκό Κοινοβούλιο (Evropaïko Kinovulio) | Συμβούλιο της Ευρωπαϊκής Ένωσης (Simvulio tis Evropaïkis Enosis) | Ευρωπαϊκή Επιτροπή (Evropaïki Epitropi)  |
| Slovenština   | Európsky parlament                          | Rada Európskej Únie                                              | Európska Komisia                         |
| Slovinština   | Evropski parlament                          | Svet Evropske Unije                                              | Evropska Komisija                        |
| Španělština   | Parlamento Europeo                          | Consejo de la Unión Europea                                      | Comisión Europea                         |
| Švédština     | Europaparlamentet                           | Europeiska unionens råd                                          | Europeiska kommissionen                  |

| Jazyk         | Evropský účetní dvůr                                         | Evropská centrální banka                                | Evropský ombudsman                                  |
| ------------- | ------------------------------------------------------------ | ------------------------------------------------------- | --------------------------------------------------- |
| Angličtina    | European Court of Auditors                                   | European Central Bank                                   | European Ombudsman                                  |
| Bulharština   | Европейска сметна палата (Evropejska smetna palata)          | Европейска централна банка (Evropejska centralna banka) | Европейски омбудсман (Evropejski ombudsman)         |
| Čeština       | Evropský účetní dvůr                                         | Evropská centrální banka                                | Evropský ombudsman                                  |
| Dánština      | Europæiske Revisionsret                                      | Europæiske Centralbank                                  | Den Europæiske Ombudsmand                           |
| Estonština    | Euroopa Kontrollikoda                                        | Euroopa keskpank                                        | Euroopa ombudsman                                   |
| Finština      | Euroopan tilintarkastustuomioistuin                          | Euroopan keskuspankki                                   | Euroopan oikeusasiamies                             |
| Francouzština | Cour des comptes européenne                                  | Banque Centrale Européenne                              | Médiateur européen                                  |
| Chorvatština  | Europski revizorski sud                                      | Europska središnja banka                                | Europski pučki pravobranitelj                       |
| Irština       | Cúirt lniú chórí na hEorpa                                   | Banc Ceannais na hEorpa                                 | An tOmbudsman Eorpach                               |
| Italština     | Corte dei Conti europea                                      | Banca Centrale europea                                  | Mediatore europeo                                   |
| Litevština    | Europos Audito Rūmai                                         | Europos centrinis bankas                                | Europos ombudsmenas                                 |
| Lotyština     | Eiropas revīzijas palāta                                     | Eiropas Centrālā Banka                                  | Eiropas ombudsmens                                  |
| Maďarština    | Európai Számvevőszék                                         | Európai Központi Bank                                   | Európai Ombudsman                                   |
| Maltština     | Il-Qorti Ewropea ta' l-Awdituri                              | Il-Bank Ċentrali Ewropew                                | L-Ombudsman Ewropew                                 |
| Němčina       | Europäischer Rechnungshof                                    | Europäische Zentralbank                                 | Europäischer Bürgerbeauftragter                     |
| Nizozemština  | Europese Rekenkamer                                          | Europese Centrale Bank                                  | Europese Ombudsman                                  |
| Polština      | Europejski Trybunal Obrachunkowy                             | Europejski Bank Centralny                               | Europejski Rzecznik Praw Obywatelskich              |
| Portugalština | Tribunal de Contas Europeu                                   | Banco Central Europeu                                   | Provedor de Justiça Europeu                         |
| Rumunština    | Curtea de Conturi Europeană                                  | Banca Centrală Europeană                                | Ombudsmanul European                                |
| Řečtina       | Ευρωπαϊκό Ελεγκτικό Συνέδριο (Evropaïko Elenktiko Sinedhrio) | Ευρωπαϊκή Κεντρική Τράπεζα (Evropaïki Kendriki Trapeza) | Ευρωπαίος Διαμεσολαβητής (Evropeos Dhiamesolavitis) |
| Slovenština   | Európsky dvor audítorov                                      | Európska centrálna banka                                | Európsky ombudsman                                  |
| Slovinština   | Evropsko računsko sodišče                                    | Evropska centralna banka                                | Evropski varuh človekovih pravic                    |
| Španělština   | Tribunal de Cuentas Europeo                                  | Banco Central Europeo                                   | Defensor del Pueblo Europeo                         |
| Švédština     | Europeiska revisionsrätten                                   | Europeiska centralbanken                                | Europeiska ombudsmannen                             |

| Jazyk         | Evropský inspektor ochrany údajů                    | Evropská investiční banka          |
| ------------- | --------------------------------------------------- | ---------------------------------- |
| Angličtina    | European Data Protection Supervisor                 | European Investment Bank           |
| Bulharština   | Европейски надзорен орган по защита на данните      | Европейска инвестиционен банка     |
| Čeština       | Evropský inspektor ochrany údajů                    | Evropská investiční banka          |
| Dánština      | Den Europæiske Tilsynsførende for Databeskyttelse   | Den Europæiske Investeringsbank    |
| Estonština    | Euroopa andmekaitseinspektor                        | Euroopa Investeerimispank          |
| Finština      | Euroopan tietosuojavaltuutettu                      | Euroopan investointipankki         |
| Francouzština | Le contrôleur européen de la protection des données | Banque européen d'investissement   |
| Chorvatština  | Europski nadzornik zaštite podataka                 | Europska investicijska banka       |
| Irština       | Maoirseoir ar Chosaint Sonraí Eorpacha              | An Banc Eorpach Infheistíochta     |
| Italština     | Garante europeo della protezione dei dati           | Banca europea per gli investimenti |
| Litevština    | Europos duomen u apsaugos prieži u ros pareig u nas | Europos Investicijų Bankas         |
| Lotyština     | Eiropas datu aizsardzības uzraudzītājs              | Eiropas Investīciju Banka          |
| Maďarština    | Európai Adatvédelmi Biztos                          | Európai Beruházási Bank            |
| Maltština     | Kontrollur Ewropew għall-Protezzjoni tad-Data       | Il-Bank Ewropew għall-Investiment  |
| Němčina       | Der Europäische Datenschutzbeauftragte              | Europäische Investitionsbank       |
| Nizozemština  | De Europese Toezichthouder voor gegevensbescherming | Europese Investeringsbank          |
| Polština      | Europejski Inspektor Ochrony Danych                 | Europejski Bank Inwestycyjny       |
| Portugalština | Autoridade Europeia para a Proteção de Dados        | Banco Europeu de Investimento      |
| Rumunština    | Autoritatea Europeană pentru Protecția Datelor      | Banca Europeană de Investiții      |
| Řečtina       | Ευρωπαίος επόπτης προστασίας των δεδομένων          | Ευρωπαϊκή Τράπεζα Επενδύσεων       |
| Slovenština   | Európsky dozorný úradník pre ochranu údajov         | Európska investičná banka          |
| Slovinština   | Evropski nadzornik za varstvo podatkov              | Evropska investicijska banka       |
| Španělština   | Supervisor Europeo de Protección de Datos           | Banco Europeo de Inversiones       |
| Švédština     | Europeiska datatillsynsmannen                       | Europeiska investeringsbanken      |